# Aleijadinho

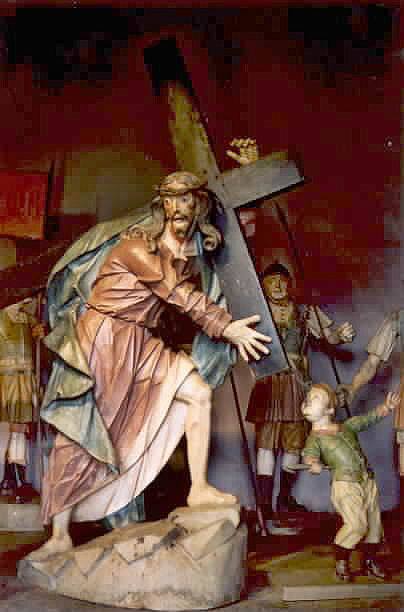
Jesus trägt das Kreuz (Skulptur von Aleijadinho) Congonhas do Campo, Minas Gerais, Brasilien

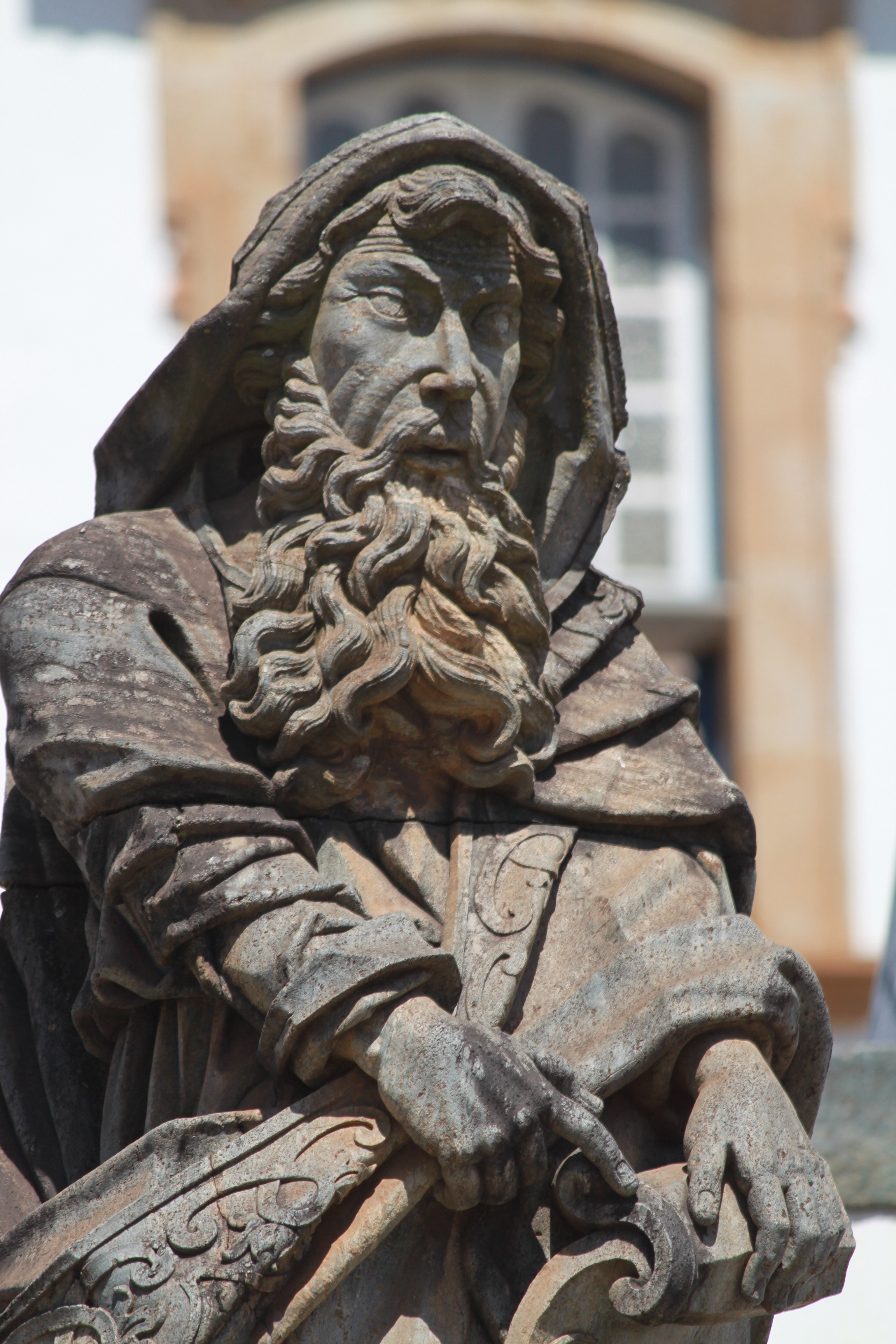
Lebensgroßer Prophet Isaias (1795–1804) vom brasilianischen Barockkünstler Aleijadinho im Heiligtum Bom Jesus de Matosinhos (Congonhas)

Antônio Francisco Lisboa, genannt Aleijadinho (* 1738 in Vila Rica, heute Ouro Preto; † 18. November 1814 ebenda) war der bedeutendste Baumeister und Bildhauer des brasilianischen Barock.
Sein Werk ist in mehreren Kolonialstädten des Bundesstaates Minas Gerais erhalten.

## Leben
Aleijadinho wurde unter dem Namen Antônio Francisco Lisboa geboren. Sein Vater war ein portugiesischer Architekt, seine Mutter eine schwarze Sklavin. Seinen Beinamen o Aleijadinho (das Krüppelchen) bekam er, weil er seit seiner Jugend an einer lepraartigen, unheilbaren Krankheit litt, die seinen Körper langsam zersetzte. Als seine Finger und Beine gelähmt waren, ließ er sich die Bildhauerwerkzeuge an seine Arme binden, um – unter großen Qualen – arbeiten zu können.
Er widmete sein ganzes Leben der Bildhauerei und schuf religiöse Werke von außergewöhnlicher Qualität und beachtlichem Formenreichtum; dieser Stil ist als Barroco mineiro bekannt geworden. Er wurde in ganz Brasilien hoch geschätzt, obwohl er die Region um seine Heimatstadt Ouro Preto nie verlassen hat.

## Werke
Seine Skulpturen und Reliefs aus Lavagestein, Speckstein oder Holz sowie seine architektonischen Arbeiten sind in Ouro Preto, Sabará, Mariana oder Congonhas do Campo zu sehen. In Congonhas do Campo sind vor allem die kunstvollen, lebensgroßen Figuren der Kreuzwegstationen und der Propheten der Treppenbrüstung zur Basilika Unseres Guten Herrn Jesus von Matosinhos sehenswert. In Ouro Preto ist die Kirche Igreja São Francisco de Assis allein das Werk Aleijadinhos; die Stadt Ouro Preto hat Aleijadinho auch ein Museum gewidmet, welches neben der Kirche Matriz de Nossa Senhora da Conceição de Antônio Dias zu finden ist.

## Film
Der Film Schwarzes Gold von Roland May ist der Architektur Ouro Pretos und dem Leben Aleijadinhos gewidmet.